# Dmytro Markov
Dmytro Markov, cyrilicí Дмитро Марков (24. října 1868 Hrušiv – 26. července 1938 Bratislava), byl rakouský politik ukrajinské (rusínské) národnosti z Haliče, na počátku 20. století poslanec Říšské rady, v meziválečném období žil v Československu.

## Biografie
Pocházel z rodiny majitele hospodářství. Vystudoval gymnázium a roku 1893 absolvoval teologickou fakultu Lvovské univerzity. V letech 1894–1895 působil jako řeckokatolický duchovní v obci Rajtarovyči. Pak mu zemřela manželka i dítě. Následně v letech 1896–1900 studoval práva na Univerzitě v Innsbrucku, kde byl roku 1900 promován na doktora práv. Působil na právní praxi ve Vídni. V době působení v parlamentu je uváděn jako čekatel advokacie ve Lvově.
Byl veřejně a politicky činný. Spolupracoval s rusínskými periodiky. Kvůli porušení shromažďovacího zákona byl soudně potrestán. Byl orientován moskofilsky (prorusky). Napsal několik politických pojednání: Ruskaja i ukrajinskaja ideja v Avstryy (1912), Pro terpinnja rosijskoj nacionalnoj partiji v Halycyni (1912) nebo Presledovanja za pravoslavnuju veru v Uhorskoj Rusy (1913). Od roku 1913 zasedal coby poslanec Haličského zemského sněmu.
Působil také coby poslanec Říšské rady (celostátního parlamentu Předlitavska), kam usedl ve volbách do Říšské rady roku 1907, konaných poprvé podle všeobecného a rovného volebního práva. Byl zvolen za obvod Halič 65. Mandát obhájil ve volbách do Říšské rady roku 1911. Poslanecké křeslo ztratil 30. května 1917 na základě pravomocného rozsudku z 21. srpna 1915.
Ve volbách roku 1907 je řazen mezi starorusínské kandidáty. V době svého působení na Říšské radě je uváděn coby radikální Rus. Po volbách roku 1907 byl na Říšské radě nezařazeným poslancem. Po volbách roku 1911 zasedal jako hospitant v Českém národně sociálním klubu.
Za první světové války byl roku 1915 obviněn z velezrady pro své rusofilské aktivity a ve Vídni odsouzen k trestu smrti, který byl později zmírněn na doživotní vězení. Do roku 1918 byl vězněn v Terezíně. Propuštěn byl po rozpadu Rakouska-Uherska. Po první světové válce, v době krátké existence Západoukrajinské lidové republiky, se zapojil do diplomatických jednání o státoprávní budoucnosti ukrajinského etnika. Roku 1918 vedl delegaci, která prezidentovi Tomáši Garrigue Masarykovi navrhla, aby se Podkarpatská Rus připojila k vznikajícímu Československu. Následně byl delegátem na Pařížské mírové konferenci.
V meziválečném období žil dlouhodobě v Praze, pak se přestěhoval na Slovensko, kde v Sabinově působil jako notář. Zemřel v červenci 1938 v Bratislavě.
Jeho bratrem byl Osyp Markov, ukrajinský novinář.